# Берёзковский сельсовет (Ветковский район)
Берёзковский сельсовет (бел. Бяро́зкаўскі сельсавет) — упразднённая административно-территориальная единица в составе Ветковского района Гомельского округа. Административный центр — деревня Берёзки.

## История
После второго укрупнения БССР с 8 декабря 1926 года сельсовет в составе Добрушского района Гомельского округа БССР.
С 4 августа 1927 года в составе Ветковского района.
30 декабря 1927 года упразднен, территория присоединена к Очёсо-Руднянскому сельсовету.

## Состав
- Берёзки — деревня